# Langues océaniennes centrales et orientales
Les langues océaniennes centrales et orientales sont des langues austronésiennes et constituent un des sous-groupes des langues océaniennes.

## Classification

Les langues océaniennes

### Place parmi les langues océaniennes
Les langues océaniennes centrales-orientales sont un groupe de premier niveau dans la classification des langues océaniennes de Lynch, Ross et Crowley. Les deux autres groupes classés à ce niveau sont les langues des îles de l'Amirauté et les langues océaniennes occidentales.
Cependant ces trois auteurs ne définissent pas ce sous-groupe comme un lien ou une famille, car son statut exact reste peu clair.

### Caractéristiques du groupe
Les langues océaniennes occidentales partagent certaines innovations morphologiques par rapport au proto-océanien.

### Classification interne
Selon Lynch, Ross et Crowley, l'océanien central et oriental se partage en cinq sous-groupes de tailles très diverses:
- famille salomonique du Sud-Est
- utupua et vanikoro
- lien océanien du Sud
- lien Pacifique central
- micronésien

Les langues polynésiennes ne constituent pas un sous-groupe à part entière. Elles sont incluses dans les langues du Pacifique central avec les langues des îles Fidji.

## Sources
- (en) Lynch, John; Malcolm Ross et Terry Crowley, The Oceanic Languages, Curzon Language Family Series, Richmond, Curzon Press, 2002,  (ISBN 0-7007-1128-7)